# Naoki Takahashi (Fußballspieler, 1976)
Naoki Takahashi (japanisch 高橋 直樹 Takahashi Naoki; * 8. August 1976 in der Präfektur Fukuoka) ist ein ehemaliger japanischer Fußballspieler.

## Karriere
Takahashi erlernte das Fußballspielen in der Schulmannschaft der Tokai University Daigo High School und der Universitätsmannschaft der Fukuoka-Universität. Seinen ersten Vertrag unterschrieb er 1999 bei den Albirex Niigata. Der Verein spielte in der zweithöchsten Liga des Landes, der J2 League. 2003 wurde er mit dem Verein Meister der J2 League und stieg in die J1 League auf. Für den Verein absolvierte er 141 Spiele. Ende 2005 beendete er seine Karriere als Fußballspieler.